# Sarah Featon
Sarah Ann Featon geb. Porter (* ca. 1848 in London, England; † 28. April 1927 in Gisborne, Neuseeland) war eine neuseeländische Pflanzenmalerin und Aquarellistin. Sie war zusammen mit ihrem Mann Herausgeberin des Werkes „The Art Album of New Zealand Flora“, das das erste voll-farbige Kunstbuch in Neuseeland war.

## Frühes Leben
Sarah Ann Porter wurde ca. 1848 als älteste Tochter von Henry Porter in London geboren. Über ihre Kindheit, Jugendzeit, Ausbildung und wann sie nach Neuseeland reiste, ist nichts bekannt. Das erste Datum, das Sarah Porter in Neuseeland zugeordnet werden kann, ist ihre Vermählung mit Edward Henry Featon (1840–1909) am 17. März 1870 in der St. Paul's Church in Auckland. Sie nahm den Namen ihres Mannes an. Fünf Jahre später zogen sie nach Gisborne. Aus der Ehe gingen eine Tochter und ein Sohn hervor.

## Arbeit als Aquarellistin
Sarah entwickelte sich zu einer Aquarellistin, die mit ihrer präzisen Wiedergabe von Pflanzen in ihren Werken viel Anerkennung bekam. 1889 veröffentlichten Sarah und ihr Ehemann Edward zusammen „The Art Album of New Zealand Flora“, zu dem Sarah 40 Farbtafeln ihrer Werke beisteuerte und ihr Mann die Texte zu den Werken schrieb. Es war das erste vollständig kolorierte Kunstbuch in Neuseeland und bei der Umsetzung von Sarahs Aquarellen mittels der Chromolithografie, die für dieses Werk von dem Verlag Bock & Cousins zum Einsatz kam, ging der Verlag nach der Veröffentlichung des Werkes Bankrott, so schwierig und aufwendig war die Technik jener Tage. Zwei geplante weitere Bände zu dem Art Album wurden nicht mehr veröffentlicht. Zur Erstellung ihrer Werke nutzte Sarah das Werk „Handbook of the New Zealand Flora“ von Joseph Dalton Hooker.
1919 erwarb das damalige Dominion Museum 134 Aquarelle, die eigentlich alle für das Art Album gedacht waren. Verwitwet und in Geldnöten konnte sie mit ihren Werken 150 Pfund erlösen. Doch trug das Geld seinerzeit nicht dazu bei die finanzielle Situation ihrer Familie grundsätzlich zu verbessern.
Sarah Featon verstarb am 28. April 1927 in Gisborne. Zeit ihres Lebens aquarellierte sie insgesamt 307 verschiedene Pflanzen aus allen Teilen Neuseelands.

## Briefmarkenserie
Am 5. Mai 2021 brachte die neuseeländische Post eine Briefmarkenserie mit einigen Werken ihr zu Ehren heraus. Die Serie bestand aus den Einzelmarken:
- $1,40 – Puawānanga
- $2,70 – Karaka
- $3,50 – Kōwhai-ngutu-kākā
- $4,00 – Campbell Island Daisy

und den Markensets:
- $11,60 – Miniatur Sheet
- $12,10 – First Day Cover
- $12,10 – Miniatur Sheet First Day Cover

sowie einem Tea Towel (Küchenhandtuch) für $10,00

## Werke
- Mr. & Mrs. E. H. Featon: The Art Album of New Zealand Flora. Vol. I., Part I.. Bock & Cousins, Wellington 1889 (englisch, Online [PDF; 6,9 MB; abgerufen am 9. November 2024]).
- Zwei weitere geplante Werk wurde nicht mehr herausgegeben.

## Bildergalerie

Arbeiten von Sarah Featon
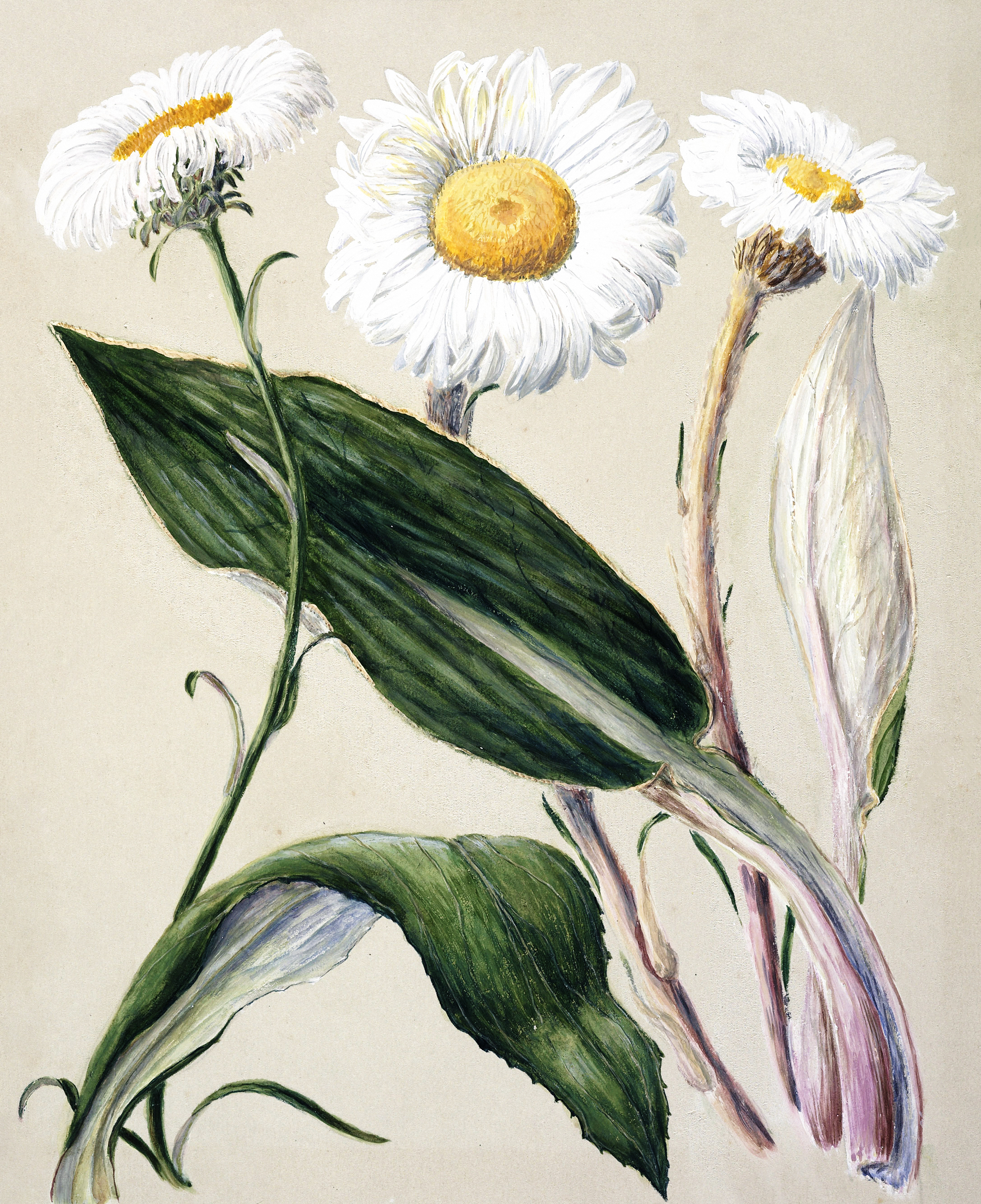
New Zealand mountain daisies
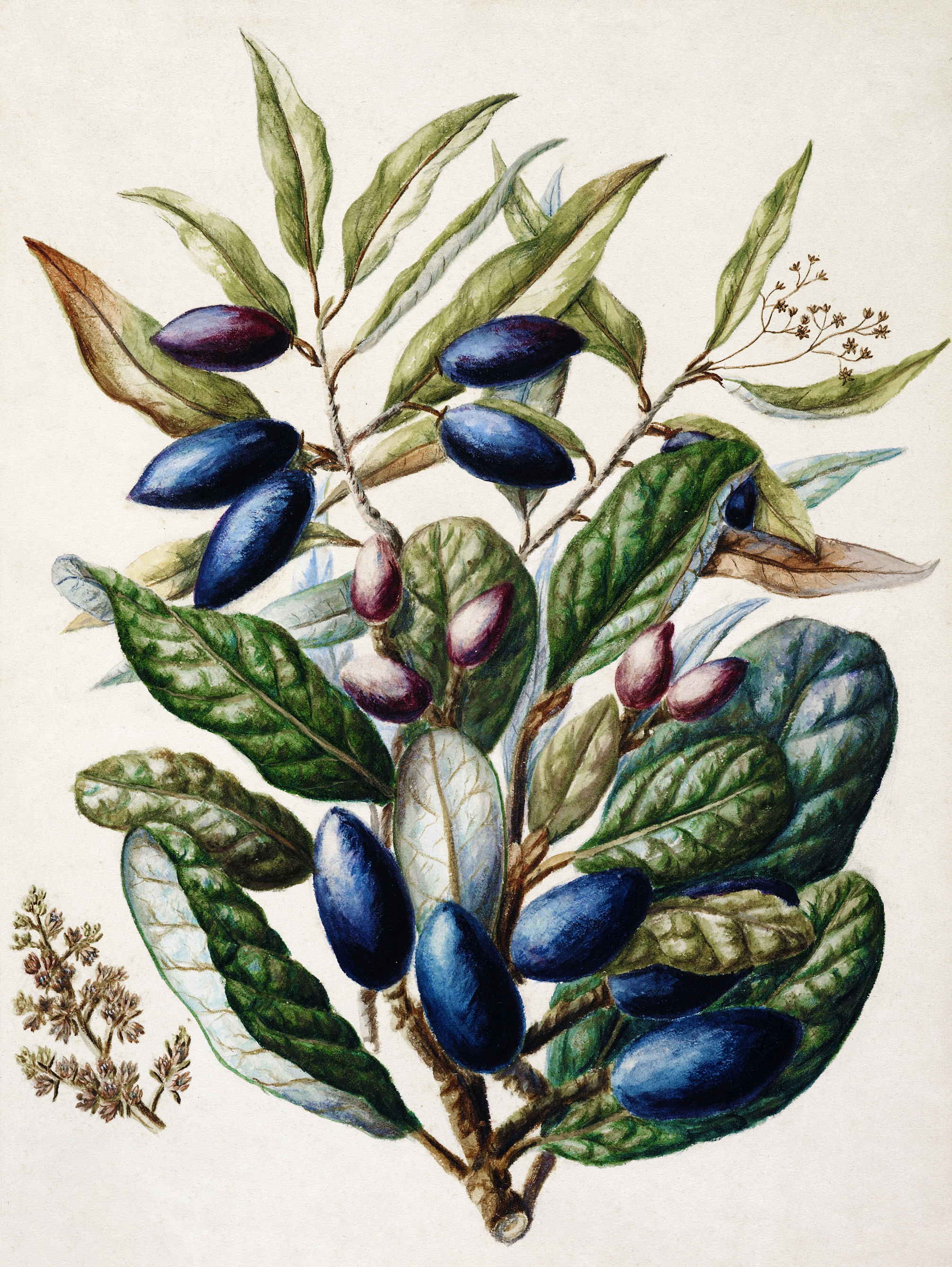
Beilschmiedia Taiaire Tawa
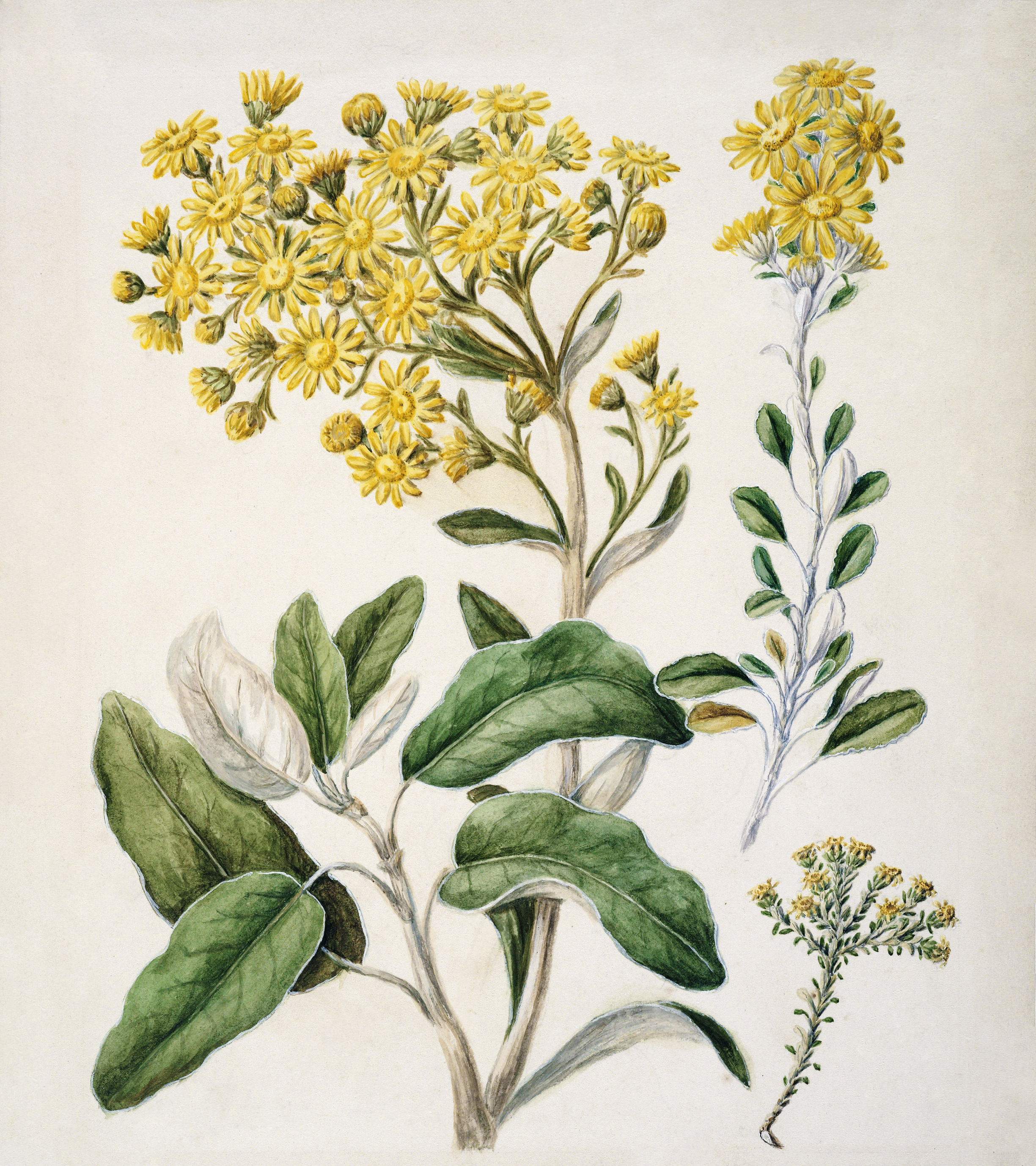
Brachyglottis
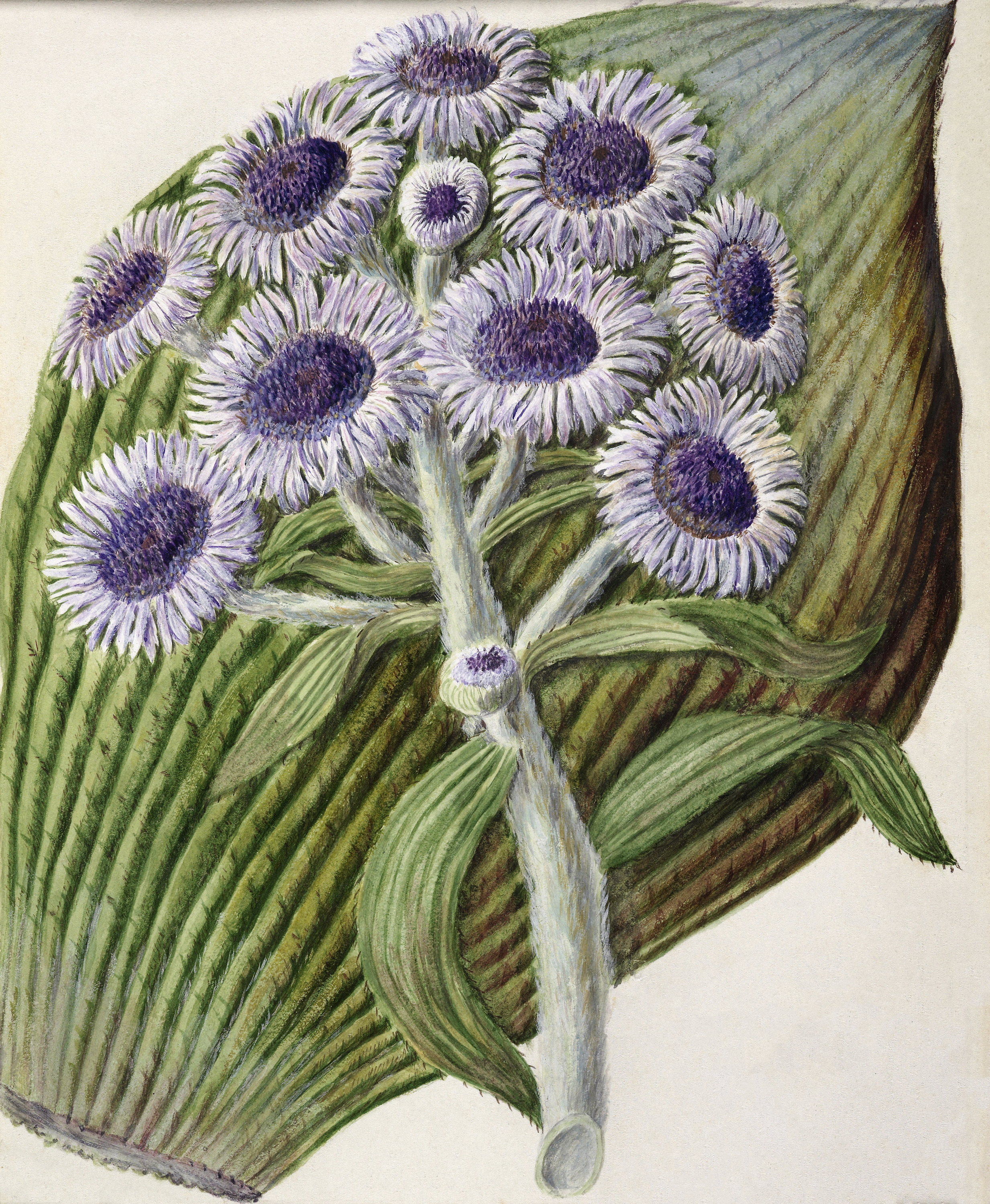
Antarctic daisy